# Luh, Seredîna-Buda
Luh (în ucraineană Луг) este un sat în comuna Pîharivka din raionul Seredîna-Buda, regiunea Sumî, Ucraina.

## Demografie
Componența lingvistică a localității Luh
     Rusă (100%)
Conform recensământului din 2001, toată populația localității Luh era vorbitoare de rusă (100%).